# 607
607 (DCVII) fue un año común comenzado en domingo del calendario juliano, en vigor en aquella fecha.

## Acontecimientos
- 19 de febrero: Bonifacio III es investido papa; menos de nueve meses después, morirá.
- Se construye el sistema de canales de riego entre el Río Amarillo y el Yangtze.

## Fallecimientos
- 12 de noviembre: Bonifacio III, papa.